# Fran Teixeira
Francisco Raposo Teixeira mais conhecido como Fran Teixeira (Mirador, 08 de dezembro de 1891 - Mirador, 26 de junho de 1960) foi um poeta, jornalista e 
político maranhense, sendo um destacado intelectual. 

## Biografia
Era filho de Filomena Raposo e Severino Teixeira. Pelo lado materno pertencia a proeminente família Raposo e Pereira de Sá, destacadas famílias de influência no século XIX no sertão maranhense e piauiense. 
Seus pais faleceram ainda jovens e sem deixar patrimônio a Fran, razão pela qual mudara-se para Colinas com o intuito de dedicar-se aos estudos. Em 1910 parte para São Luís, onde participou ativamente da vida cultural e intelectual da cidade. Em 1917, integrara a comissão fiscal da Oficina dos Novos, ao lado de intelectuais como José Ribeiro do Amaral, Inácio Xavier de Carvalho, Astolfo Marques, Antônio da Costa Gomes, dentre outros.
Após anos ausentes retornara a Mirador, onde em 1924 casara-se com Zelina Rufino Guimarães. 
Por volta do início da década de 1930 é nomeado suplente de Juiz, tendo o sido por muitos anos, afastando-se no período em que fora Prefeito da cidade, sendo eleito em 15 de março de 1937 e exercendo o mandato até 1939. Na década de 1940 retorna a suplência de Juiz e também fora Tabelião. 
Como jornalista integrou a redação d'O Estado, Diário Oficial e da Revista Maranhense. 

## Obras
“
Eu bem não a conhecia

Não lhe chamei: — Ela veio

E encheu de cor a vazia

Encosta azul do meu seio.

Julgando minh'alma unida

Ao Bem de quem não esqueço,

Foi-me esta dor em comêço

Toda a esperança da vida.

A tarde agita o sudário

Fugindo à noite que vem,

E o sino do campanário

Soluça não sei por quem.

Tu, sino, em minh'alma exortas

Com o teu funéreo alarde,

Canção de esperanças mortas

Boiando ao clarão da tarde.

[...]
”

— 
- Cinzas do Passado (1918)[2]
- Sonetos Maranhenses (1923, antologia)[3]